# Marathon van Barcelona 2001
De marathon van Barcelona 2001 (ook wel Catalunya Barcelona) werd gehouden op zondag 18 maart 2001 in Barcelona. Het was de 24e editie van deze marathon.
Bij de mannen werd de wedstrijd gewonnen door de Tanzaniaan Benedict Ako in 2:13.53. Op de finish had hij acht seconden voorsprong op de Keniaan Benjamin Rotich, die in 2:14.01 over de finish kwam. Bij de vrouwen streek de Braziliaanse Leone Justino met de hoogste eer door de wedstrijd te winnen in 2:40.32.
In totaal finishten 2958 deelnemers de wedstrijd.

## Uitslagen

### Mannen
| rang   | naam               | land | tijd    |
| ------ | ------------------ | ---- | ------- |
| Goud   | Benedict Ako       | TAN  | 2:13.53 |
| Zilver | Benjamin Rotich    | KEN  | 2:14.01 |
| Brons  | Daniel Kipcheru    | KEN  | 2:18.13 |
| 4      | My Tahar Echchadli | MAR  | 2:18.27 |
| 5      | Abel Gisemba       | KEN  | 2:19.07 |
| 6      | Ezekiel Kibiwot    | KEN  | 2:20.23 |
| 7      | Benito Ojeda       | ESP  | 2:20.36 |
| 10     | Emanuele Zenucchi  | ITA  | 2:23.49 |

### Vrouwen
| rang   | naam                   | land | tijd    |
| ------ | ---------------------- | ---- | ------- |
| Goud   | Leone Justino da Silva | BRA  | 2:40.32 |
| Zilver | Ruth Kalunda           | KEN  | 2:45.04 |
| Brons  | Maria Jesus Zorraquin  | ESP  | 2:51.22 |
| 4      | Ana Belen Fernandez    | ESP  | 2:52.49 |

1978 ·
1979 ·
1980 ·
1981 ·
1981 ·
1983 ·
1984 ·
1985 ·
1986 ·
1987 ·
1988 ·
1989 ·
1990 ·
1991 ·
1992 ·
1993 ·
1994 ·
1995 ·
1996 ·
1997 ·
1998 ·
1999 ·
2000 ·
2001 ·
2002 ·
2003 ·
2004 ·
2005 ·
2006 ·
2007 ·
2008 ·
2009 ·
2010 ·
2011 ·
2012 ·
2013 ·
2014 ·
2015 ·
2016 ·
2017 ·
2018 ·
2019 ·
2020 ·
2021 ·
2022 ·
2023 ·
2024